# Khu 5
Khu 5, hoặc Chiến khu 5, là một đơn vị hành chính - quân sự cũ ở vùng Trung Trung Bộ Việt Nam, do chính phủ Việt Nam Dân chủ Cộng hòa đặt ra và sử dụng từ cuối năm 1945 đến cuối năm 1948, trên cơ sở tổ chức quản lý hành chính chung cho một số tỉnh - thành phố có vị trí địa lý tiếp giáp nhau để thuận lợi cho việc chỉ đạo, chỉ huy tác chiến và xây dựng lực lượng vũ trang trong thời kỳ đầu Kháng chiến chống Pháp.

## Thành lập
Theo Sắc lệnh của Chủ tịch Hồ Chí Minh ngày 15 tháng 10 năm 1945, toàn quốc được phân chia lại thành 9 chiến khu. Khu 5 thuộc Trung Bộ gồm 5 tỉnh: Quảng Nam, Quảng Ngãi, Bình Định, Kon Tum, Gia Lai.
Tuy nhiên, bấy giờ chiến sự đã lan đến địa bàn Khu 6, chính phủ Việt Nam Dân chủ Cộng hòa chỉ mới bổ nhiệm các nhân sự của các Chiến khu 1, 2, 3, 4. Các chiến khu khác chưa nhận được chỉ thị của chính phủ, nên chính phủ đã cử Nguyễn Bình làm Đặc phái viên vào Nam Bộ để truyền đạt mệnh lệnh. Đến tháng 12 năm 1945, Nguyễn Sơn được cử làm Chủ tịch Ủy ban kháng chiến hành chính Miền Nam Việt Nam, kiêm quản cả Khu 5 và 6.
Sau Hiệp định sơ bộ Pháp-Việt 1946, các chiến trường từ Khu 4 trở ra được phân lại địa bàn. Cao Văn Khánh được điều về làm Khu trưởng Khu 5, Nguyễn Chánh làm Chính trị ủy viên. Khu 6 (cực Nam Trung bộ) do Nguyễn Nên làm Khu trưởng, Trịnh Huy Quang làm Chính ủy. Trần Công Khanh từ Khu 6 chuyển lên phụ trách Khu 15 (Tây Nguyên) cùng Bùi San. Năm 1947 Nguyễn Nên chuyển lên Khu trưởng Khu 15 thay Trần Công Khanh. Nguyễn Thế Lâm, Trung đoàn trưởng 80, thay Nguyễn Nên.
Phục vụ công tác chỉ đạo chiến tranh, phát huy khả năng độc lập tác chiến của từng địa phương, tháng 11/1946 cả nước được chia thành 12 khu hành chính quân sự:
- Khu I: Cao Bằng, Bắc Kạn, Thái Nguyên, Phúc Yên.
- Khu II: Sơn Tây, Hà Đông, Hà Nam, Nam Định, Ninh Bình, Hòa Bình, Sơn La, Lai Châu.
- Khu III: Hải Phòng, Kiến An, Thái Bình, Hưng Yên, Hải Dương.
- Khu IV: Thanh Hóa, Nghệ An, Hà Tĩnh, Quảng Bình, Quảng Trị, Thừa Thiên.
- Khu V: Quảng Nam, Quảng Ngãi, Bình Định,Kon Tum, Gia Lai.
- Khu VI: Phú Yên, Khánh Hòa, Ninh Thuận, Bình Thuận, Đắc Lắc, Lâm Viên, Đồng Nai Thượng.
- Khu VII: Bà Rịa, Biên Hòa, Thủ Dầu Một, Tây Ninh, Gia Định, Chợ Lớn, Sài Gòn.
- Khu VIII: Tân An, Gò Công, Mỹ Tho, Sa Đéc, Vĩnh Long, Trà Vinh, Bến Tre.
- Khu IX: Châu Đốc, Long Xuyên, Hà Tiên, Cần Thơ, Sóc Trăng, Bạc Liêu, Rạch Giá.
- Khu X: Lào Cai, Hà Giang, Yên Bái, Phú Thọ, Tuyên Quang, Vĩnh Yên.
- Khu XI: Hà Nội.
- Khu XII: Lạng Sơn, Bắc Giang, Bắc Ninh, Hải Ninh, Hồng Gai, Quảng Yên.

Mỗi khu có Khu ủy, Ủy ban Kháng chiến. Chính phủ quyết định giải thể Ủy ban Hành chính Bắc Bộ, Ủy ban Kháng chiến miền Nam Việt Nam, thành lập Ủy ban Kháng chiến miền Nam Trung Bộ, Ủy ban Kháng chiến Nam Bộ.
Sau ngày Toàn quốc Kháng chiến, cuối năm 1946 cả nước được chia thành 12 chiến khu. Lực lượng vũ trang tại một số chiến khu như sau:
- - Chiến khu 1: gồm các tỉnh Cao Bằng, Bắc Kạn, Thái Nguyên, Phúc Yên. Lực lượng vũ trang có Trung đoàn 22 (Thái Nguyên - Phúc Yên), Trung đoàn 23 (Bắc Kạn), Trung đoàn 24 (Cao Bằng).
- - Chiến khu 2: gồm các tỉnh Sơn Tây, Hà Đông, Hà Nam, Nam Định, Ninh Bình, Hòa Bình, Sơn La, Lai Châu. Lực lượng vũ trang có Trung đoàn 35 (Sơn Tây), Trung đoàn 37 (Hà Đông), Trung đoàn 39 (Sơn La), Trung đoàn 33 (Nam Định).
- - Chiến khu 3: gồm các tỉnh Hải Kiến, Thái Bình, Hưng Yên, Hải Dương, Quảng Yên (một thời gian sau thì tỉnh Quảng Yên (bao gồm cả Hòn Gai) và các huyện Đông Triều, Chí Linh của tỉnh Hải Dương nhập vào Chiến khu 12). Lực lượng vũ trang có Trung đoàn 41 (Thái Bình - Kiến An), Trung đoàn 44 (Hải Dương - Hưng Yên), Trung đoàn 50 (Quảng Yên).
- - Chiến khu 4: gồm các tỉnh Thanh Hóa, Nghệ An, Hà Tĩnh, Quảng Bình, Quảng Trị, Thừa Thiên. Lực lượng vũ trang có Trung đoàn 55 (Thanh Hóa), Trung đoàn 59 (Nghệ An), Trung đoàn 63 (Hà Tĩnh), Trung đoàn 57 (Quảng Trị), Trung đoàn 71 (Thừa Thiên), hai tiểu đoàn 70 (Quảng Bình) và 75 (Cửa Lò).
- - Chiến khu 5: gồm các tỉnh Quảng Nam, Quảng Ngãi, Bình Định, Công Tum, Gia Lai. Lực lượng vũ trang có các trung đoàn: 67, 93, 94, 95, 96.
- - Chiến khu 6: gồm các tỉnh Phú Yên, Khánh Hòa, Ninh Thuận, Bình Thuận, Đắc Lắc, Lâm Viên, Đồng Nai Thượng. Lực lượng vũ trang có các trung đoàn: 79, 80, 81, 82.
- - Chiến khu 7: gồm các tỉnh, thành phố Bà Rịa, Biên Hòa, Thủ Dầu Một, Tây Ninh, Gia Định, Chợ Lớn, Sài Gòn.
- - Chiến khu 8: gồm các tỉnh Tân An, Gò Công, Mỹ Tho, Sa Đéc, Vĩnh Long, Trà Vinh, Bến Tre.
- - Chiến khu 9: gồm các tỉnh Châu Đốc, Long Xuyên, Hà Tiên, Cần Thơ, Sóc Trăng, Bạc Liêu, Rạch Giá.
- - Chiến khu 10: gồm các tỉnh Lào Cai, Hà Giang, Yên Bái, Phú Thọ, Tuyên Quang, Vĩnh Yên. Lực lượng vũ trang có Trung đoàn 76 (Việt Trì, Phú Thọ), Trung đoàn 81 (Vĩnh Yên), Trung đoàn 86 (Hà Giang - Tuyên Quang). Trung đoàn 91 (Lao Cai) và Tiểu đoàn 420 (Phú Thọ).
- - Chiến khu 11: thành phố Hà Nội. Lực lượng vũ trang có các tiểu đoàn: 145, 523, 77, 101, 212.
- - Chiến khu 12: gồm các tỉnh Lạng Sơn, Bắc Giang, Bắc Ninh, Hải Ninh. Lực lượng vũ trang có Trung đoàn 125 (Lạng Sơn), Trung đoàn 118 (Bắc Ninh - Bắc Giang), Trung đoàn 132 (Chũ) và hai tiểu đoàn 515, 517.

Mỗi khu có Khu ủy và Ủy ban Kháng chiến. Ở Nam Bộ, các chiến khu 7, 8, 9 vẫn giữ tổ chức các chi đội Vệ quốc đoàn.
Đến tháng 8 năm 1947, trong Hội nghị Cán bộ quân chính toàn miền Nam Trung bộ Liên khu 5, do Phạm Văn Đồng trủ trì, quyết định của Trung ương về việc thành lập Liên khu 5 trên cơ sở hợp nhất Khu 5, Khu 6 và Khu 15 được công bố. Các ông Nguyễn Chánh, Nguyễn Thế Lâm, Trần Lương, Nguyễn Nên, Nguyễn Đôn được điều về Bộ Tư lệnh đầu tiên của Liên khu 5 (tức Quân khu 5 ngày nay). Nguyễn Chánh làm Chính ủy, Nguyễn Thế Lâm là Quyền Tư lệnh.
Ngày 25-1-1948, Chủ tịch Hồ Chí Minh ký Sắc lệnh số 120-SL tổ chức lại các khu. Bảy khu ở Bắc Bộ thành ba liên khu: Khu 1 và Khu 12 thành Liên khu I; Khu 2, Khu 3 và Khu 11 thành Liên khu III; Khu 10 và Khu 14 thành Liên khu X. Khu 4 thành Liên khu IV, trong đó bao gồm cả Phân khu Bình - Trị - Thiên. Khu 5 và khu 6 hợp nhất thành Liên khu V. Nam Bộ vẫn giữ ba khu 7, 8, 9 và Đặc khu Sài Gòn - Chợ lớn.

## Chỉ huy và Lãnh đạo qua các thời kỳ
| Giai đoạn                             | Khu trưởng    | Chính ủy     | Ghi chú |
| ------------------------------------- | ------------- | ------------ | ------- |
| Tháng 11 năm 1946 - Tháng 10 năm 1948 | Cao Văn Khánh | Nguyễn Chánh |         |